# Pleurothallis altimonile
Pleurothallis altimonile är en orkidéart som beskrevs av Carlyle August Luer och Rodrigo Escobar. Pleurothallis altimonile ingår i släktet Pleurothallis och familjen orkidéer.
Artens utbredningsområde är Colombia. Inga underarter finns listade i Catalogue of Life.